# Ефремова, Екатерина Иосифовна
Екатери́на Ио́сифовна Ефре́мова (26 ноября 1914, село Егоркино, Чистопольский уезд, Казанская губерния (ныне Нурлатский район, Татарстан) — 26 февраля 2000, Чебоксары, Чувашская Республика) — художница по вышивке, сохранившая традиции национальной ручной счётной вышивки на предприятиях народных художественных промыслов Чувашии.

## Биография

### Детство
Екатерина Ефремова родилась в семье сельского учителя, Осипа (Иосифа) Ефремовича Ефремова. Отец скоропостижно скончался, когда Кате было пять лет. В 1923 году мать вместе с детьми переехала на его родину, в деревню Мамликасы Цивильского уезда Чувашской автономной области. Там бабушка девочки знакомила её с чувашским народным искусством: ткачеством и вышивкой.

### Молодые годы
Переехав в Чебоксары, Екатерина обучалась в фабрично-заводской семилетней школе, одновременно брала уроки рисования у М. С. Спиридонова, одного из основоположников чувашского профессионального изобразительного искусства, исследователя чувашского народного орнамента. В течение всей жизни дружила с Августой Моисеевной, одной из его дочерей, впоследствии ставшей живописцем, яркой представительницей чувашского искусства.
В 1930-х гг. М. С. Спиридонов привлёк Екатерину Ефремову к работе по изучению вышивки. Народное искусство Чувашии стало делом всей её жизни.

### Учёба в Москве
В 1932, после окончания школы, Е. И. Ефремова поступила в Московский художественно-промышленный техникум им. М. И. Калинина. На вышивальном отделении её педагогами были известные художники декоративно-прикладного искусства: Софья Владимировна Ильинская, Ольга Константиновна Бельчикова, Иван Сергеевич Простов. Дипломную работу — женский костюм в чувашском стиле, с ручной вышивкой — Ефремова выполнила на «отлично».
Вернувшись в Чебоксары, Е. И. Ефремова работала художником-техником экспортной базы «Чувашская вышивка». С 1939 трудилась на Чебоксарской выходной базе Чувашского союза артелей швейных промыслов.
В 1940 году Е. И. Ефремова поступила в Московский институт прикладного и декоративного искусства на факультет художественной керамики, но из-за Великой Отечественной войны продолжить учёбу смогла только в 1943. В 1948 году Ефремова успешно окончила институт. Дипломная работа — комплект керамической посуды с чувашским орнаментом — была выполнена под руководством известного художника Н. П. Прусакова и при участии В. А. Фаворского.

### Годы творчества и работы
После возвращения в Чувашию Е. И. Ефремова возглавила художественную лабораторию Чувашшвейпромсоюза и занялась возрождением чувашской национальной вышивки, чему и посвятила всю оставшуюся жизнь. В течение 15 лет, с 1966 по 1980 год, являлась главным художником на Чувашском производственном объединении художественных промыслов «Паха тěрě».
Екатерина Иосифовна Ефремова проделала огромную работу по сохранению чувашского народного орнамента и развитию чувашских народных промыслов. В музейных фондах, а также в экспедициях по Чувашии она зарисовывала старинные вышивки. На основе традиционных узоров ею создавались современные композиции для стилизованной национальной одежды и предметов убранства интерьера. Произведения, выполненные по эскизам Е. И. Ефремовой, экспонировались на многих Всесоюзных, Всероссийских, республиканских и зарубежных выставках прикладного искусства. Аргентина, Бразилия, Индия, Бельгия, Греция, Египет, Япония, Канада, Куба, Турция, Алжир и другие страны с большим интересом знакомились с изделиями этой художницы.
Впервые Ефремова Е. И. была включена в состав рабочей группы по организации советской промышленной выставки в Каире в 1956 году. Её командировка совпала с развертыванием Суэцкого кризиса (войны между Египтом и Израилем, при участии ряда западных стран).
Е. И. Ефремова активно участвовала в художественной жизни Чувашии. Её работами украшались лучшие выставочные и музейные залы страны. Особо тесную связь она поддерживала с Т. А. Крюковой (Государственный музей этнографии народов СССР, ныне Российский этнографический музей).
Член Союза художников СССР с 1962 года.
26 февраля 2000 года Екатерина Иосифовна Ефремова скончалась в Чебоксарах.

## Произведения
Произведения Е. И. Ефремовой хранятся в музейных фондах Чувашской Республики, Москвы и Санкт-Петербурга.
Основные произведения:
- Скатерть «Урожай» (1940)
- Керамический сервиз с чувашским орнаментом «Чувашский квасник» (1948). ЧГХМ
- Занавес «Чувашской АССР — 30 лет» (1950). РЭМ
- Скатерть «Дом Советов» (1950). РЭМ
- Полотенце «Кони и дерево» (1969). ЧГХМ
- Скатерть «Праздничная» (1979). ЧГХМ

## Награды и звания
- Орден Трудового Красного Знамени,
- Орден «Знак Почёта»,
- Медаль Медаль «За доблестный труд в Великой Отечественной войне 1941—1945 гг.»
- В 1974 её имя было занесено в Почетную Книгу Трудовой Славы и Героизма Чувашской АССР,
- Заслуженный художник РСФСР (1970),
- Народный художник Чувашской АССР (1980).

## Семья
Во второй половине жизни мужем Е. И. Ефремовой был известный чувашский литератор Василий Алагер (Осипов).

## Памятные выставки и мероприятия
- Выставка к 100-летию со дня рождения. Чебоксары, ЧГХМ.
- Научно-практическая конференция, посвящённая 100-летию со дня рождения. ЧГИГН, ЧГХМ.
- Выставка к 105-летию со дня рождения. Чебоксары, Музей чувашской вышивки (филиал Чувашского национального музея).
- Выставка мемориальных предметов и произведений Е.И. Ефремовой, к 110-летию со дня рождения. Чувашский национальный музей.